# Vil·la Ava Senia
Vil·la Ava Senia és un edifici de planta rectangular del municipi de Begur (Baix Empordà) inclosa en l'Inventari del Patrimoni Arquitectònic de Catalunya. La casa fou feta bastir per en Pere Coll i LLach (1868-1972).
L'edifici consta de planta baixa i dos pisos. Aquest nucli central està rodejat de tot un porxo de pilars quadrats units per arcs carpanells; el porxo té les cantonades arrodonides i sense cap pilar al mig. Aquest porxo esdevé terrassa, amb barana de balustres, a planta pis. A aquesta terrassa hi aboquen les obertures de la planta que són de llinda planera amb una mena de guardapols corbat i amb la llinda biselada en una mena de punta. L'edifici es clou amb un ràfec escairat i que té a sota una motllura que envolta l'edifici i que recull els forats de ventilació, de forma oval, de la coberta. Les obertures de planta baixa també són de llinda plana, menys l'entrada i una porta posterior que dona a una escalinata al jardí i són de punt rodó (aquestes portes es produeixen a les façanes curtes). Totes les obertures donen al porxo i estan emmarcades. La composició de totes les obertures és en totes les cares, simètrica. Tota la casa està aixecada del terra.
La casa, restaurada a principis del segle xxi, està pintada de blanc, menys les cantonades, balustres, ràfecs, guardapols i els emmarcaments de PB que són grisos. Les persianes són de llibret i de color blau. El teulat és de quatre aigües.